# Philodromus punctatissimus
Philodromus punctatissimus är en spindelart som beskrevs av Roewer 1962. Philodromus punctatissimus ingår i släktet Philodromus och familjen snabblöparspindlar.
Artens utbredningsområde är Afghanistan. Inga underarter finns listade i Catalogue of Life.